# Canton d'Auros
Le canton d'Auros est une ancienne division administrative française du département de la Gironde en région Aquitaine. Située dans l'arrondissement de Langon, elle tient lieu, jusqu'au redécoupage cantonal de 2014, de circonscription d'élection des anciens conseillers généraux.

## Histoire
Le canton d'Auros est créé au XIXe siècle.
De 1833 à 1848, le canton d'Auros avait le même conseiller général que celui de Langon. À l'époque, le nombre de conseillers généraux par département ne devait pas dépasser 30.
Depuis le redécoupage de 2014 applicable lors des élections départementales de mars 2015, les communes du canton d'Auros sont fusionnées avec celles des anciens cantons de Pellegrue, La Réole, Sainte-Foy-la-Grande, Monségur et Sauveterre-de-Guyenne (à l'exception des communes de Coirac, Gornac et Mourens rattachées au nouveau canton de l'Entre-deux-Mers) pour former le nouveau canton du Réolais et des Bastides,.

## Géographie
Cet ancien canton était organisé autour d'Auros, dans l'arrondissement de Langon. Son altitude variait de 7 m (Barie) à 138 m (Aillas) pour une altitude moyenne de 75 m.

## Composition
L'ancien canton d'Auros regroupait quatorze communes et comptait 6 078 habitants (population municipale) au 1er janvier 2012.
| Nom                  | Code Insee | Intercommunalité             | Superficie (km2) | Population (dernière pop. légale) | Densité (hab./km2) |
| -------------------- | ---------- | ---------------------------- | ---------------- | --------------------------------- | ------------------ |
| Auros (chef-lieu)    | 33021      | CC du Réolais en Sud Gironde | 15,32            | 1 004 (2014)                      | 66                 |
| Aillas               | 33002      | CC du Réolais en Sud Gironde | 35,13            | 805 (2014)                        | 23                 |
| Barie                | 33027      | CC du Réolais en Sud Gironde | 5,33             | 289 (2014)                        | 54                 |
| Bassanne             | 33031      | CC du Réolais en Sud Gironde | 2,54             | 103 (2014)                        | 41                 |
| Berthez              | 33048      | CC du Réolais en Sud Gironde | 6,03             | 257 (2014)                        | 43                 |
| Brannens             | 33072      | CC du Réolais en Sud Gironde | 6,04             | 226 (2014)                        | 37                 |
| Brouqueyran          | 33074      | CC du Réolais en Sud Gironde | 5,66             | 203 (2014)                        | 36                 |
| Castillon-de-Castets | 33107      | CC du Sud Gironde            | 4,47             | 311 (2014)                        | 70                 |
| Coimères             | 33130      | CC du Sud Gironde            | 12,91            | 962 (2014)                        | 75                 |
| Lados                | 33216      | CC du Bazadais               | 6,49             | 171 (2014)                        | 26                 |
| Pondaurat            | 33331      | CC du Réolais en Sud Gironde | 8,74             | 486 (2014)                        | 56                 |
| Puybarban            | 33346      | CC du Réolais en Sud Gironde | 5,58             | 414 (2014)                        | 74                 |
| Savignac             | 33508      | CC du Réolais en Sud Gironde | 17,02            | 628 (2014)                        | 37                 |
| Sigalens             | 33512      | CC du Bazadais               | 18,33            | 379 (2014)                        | 21                 |

## Démographie
| 1962  | 1968  | 1975  | 1982  | 1990  | 1999  | 2006  | 2011  | 2012  |
| ----- | ----- | ----- | ----- | ----- | ----- | ----- | ----- | ----- |
| 5 417 | 4 988 | 4 351 | 4 175 | 4 388 | 4 497 | 5 093 | 5 928 | 6 078 |

## Représentation

### Conseillers généraux de 1833 à 2015
| Période          | Période          | Identité                                    | Étiquette        | Qualité |
| ---------------- | ---------------- | ------------------------------------------- | ---------------- | --- |
| 1833             | 1835 (démission) | Charles Brannens aîné (1780-1862)           |                  | Négociant, adjoint au maire de Langon |
| 1835             | 1848             | Alexandre Coutereau                         |                  | Propriétaire, juge de paix à Auros, maire de Langon (1848-1852), conseiller d'arrondissement |
| 1848             | 1867             | Pierre-Jules Saint-Aubin                    |                  | Avocat, juge de paix, propriétaire, maire de Pondaurat (1830-1833 et 1857-1859), conseiller d'arrondissement |
| 1867             | 1874 (démission) | Jean-Paul Alary                             |                  | Maire de Pondaurat |
| 1874             | 1889             | Jean Henri Hippolyte de Baritault du Carpia | Droite royaliste | Propriétaire du château du Carpia à Castillon-de-Castets |
| 1889             | 1895             | Étienne de Gascq                            | Droite royaliste | Maire d'Aillas, conseiller d'arrondissement |
| 1895             | 1907             | Amédée Becquet                              | Républicain      | Propriétaire, maire de Pondaurat |
| 1907             | 1919             | Ernest Monis                                | GD               | Avocat - Député (1885-1889) - Sénateur (1891-1920) Ministre de la Justice (1889-1902) Président du Conseil, Ministre de l'Intérieur et des Cultes du 2 mars au 27 juin 1911 Ministre de la Marine du 9 décembre 1913 au 20 mars 1914 |
| 1919             | 1931             | Alphonse Mauriac                            | Rad.             | Propriétaire, maire de Pondaurat |
| 1931             | 1936 (démission) | Anatole Cluzan                              | Rad.             | Avocat, conseiller municipal de Pondaurat, député (1931-1936) |
| 1936             | 1940             | Gabriel Lafaye                              | USR              | Mécanicien, ancien secrétaire de la Bourse du Travail, conseiller municipal de Bordeaux, député (1928-1942) Nommé membre de la Commission administrative départementale en 1941 Nommé conseiller départemental en 1943               |
|                  |                  |                                             |                  | |
| 1945             | 1963 (décès)     | Albert Sarrazin                             | Rad.             | Maire d'Aillas, ancien conseiller d'arrondissement |
| 15 décembre 1963 | 1973             | André Tach                                  | PCF              | Adjoint au maire d'Auros |
| 1973             | 1998             | Jean-Elian Cazemajou                        | CNI              | Régisseur agricole Conseiller régional, maire de Savignac (1965-1995) |
| 1998             | 2011             | Martine Faure                               | PS               | Enseignante Ancienne conseillère municipale puis adjointe au maire de Langon (1983-2008), ancienne conseillère municipale d'Aillas (2001-2008), députée (2007-2017)                                                                  |
| 2011             | 2015             | Francis Zaghet                              | PS               | Fonctionnaire Maire de Pondaurat (1995-), ancien président de la communauté de communes du Pays d'Auros (2008-2013) |

### Conseillers d'arrondissement (de 1833 à 1940)
Le canton d'Auros avait deux conseillers d'arrondissement.
Il appartenait à l'arrondissement de Bazas, supprimé en 1926.
| Période                                  | Période | Identité                 | Étiquette        | Qualité |
| ---------------------------------------- | ------- | ------------------------ | ---------------- | --- |
| 1833                                     | 1835    | Alexandre Coutereau      |                  | Juge de paix à Auros                                                                                        |
| 1833                                     | 1848    | Pierre Jules Saint-Aubin |                  | Maire de Pondaurat                                                                                          |
| 1836                                     | 1845    | Paul Coutereau           |                  | Juge de paix à Langon                                                                                       |
| 1845                                     | 1848    | M. Becquet               |                  | Propriétaire à Langon                                                                                       |
|                                          |         |                          |                  | |
| 1874                                     | 1880    | M. Champeaux père        |                  | |
| 1880                                     | 1889    | Étienne de Gascq         | Droite royaliste | Maire d'Aillas                                                                                              |
|                                          |         |                          |                  | |
| 1892                                     | 1898    | Émile Champeaux          | Droite           | Vétérinaire, ancien maire de Bassanne                                                                       |
| 1898                                     | 1904    | Jérôme Peyssonnier       | Républicain      | Maire de Sigalens (1892-1912)                                                                               |
| 1904                                     | 1928    | Edgard Espagnet          | Républicain      | Maire d'Auros (1896-1929)                                                                                   |
| 1928                                     | 1934    | M. Monteau               | Radical          | |
| 1934                                     | 1940    | Albert Sarrazin          | Rad.             | Maire d'Aillas                                                                                              |
| 1940                                     |         |                          |                  | Les conseils d'arrondissement ont été suspendus par la loi du 12 octobre 1940 et n'ont jamais été réactivés |
| Les données manquantes sont à compléter. |         |                          |                  | |